# Blenheim Palace
Blenheim Palace – posiadłość wiejska położona w Woodstock, w Blenheim w hrabstwie Oxfordshire w Anglii. Jako jedyny w Anglii obiekt tego typu nosi tytuł „Pałacu” (Palace), nie będąc jednocześnie własnością władzy kościelnej lub królewskiej.
Został wybudowany w latach 1705–1722, miał stanowić podarunek dla Johna Churchilla, 1. księcia Marlborough od wdzięcznego narodu za zwycięstwa w czasie wojny o sukcesję hiszpańską z Francją i Bawarią, zwłaszcza w bitwie pod Blenheim. Marlborough na skutek intryg politycznych został zdyskredytowany, ucierpiała także reputacja Johna Vanbrugha, architekta, który stworzył Blenheim Palace.
Pałac został zaprojektowany w stylu barokowym, co w Anglii jest rzadkością. Łączy w sobie funkcje domu mieszkalnego, mauzoleum i pomnika narodowego. W pałacu urodził się premier Wielkiej Brytanii, Winston Churchill.
Historycy utrzymują, że Hitler analizując w czasie II wojny światowej potencjalną możliwość opanowania Wielkiej Brytanii „zarezerwował” pałac Blenheim dla siebie.